# 震旦花花介
震旦花花介（学名：Callistocythere sinensis）为細花介科花花介屬下的一个种。其种加词“sinensis”意为“中华的”。